# Acacia saligna
Acacia saligna — вид квіткових рослин родини бобові (Fabaceae). Латинський епітет saligna означає «як верба», ймовірно, через те що висячі гілки або листя нагадують вербу.

## Опис
Високий чагарник 2—6 м. Гілки часто пониклі, вигнуті, голі й покриті білуватим пилом. Кора сіра, вона містить близько 30,3 % дубильних речовин. Черешок розширений і приймає на себе функцію листової пластинки. Форма від лінійно ланцетної до вигнутої або прямої, довжина 7—25 см і 4—20 мм ушир. Вони від зелених до сіро-зелених, матові. Кожна волоть має від 15 до 55 золотисто-жовтих квітів. Плоди завдовжки 8-20 см, 4—6 мм шириною, злегка звужені між насінням, сірувато-коричневого кольору. Насіння від темно-коричневого до чорного, довгасті еліптичне або овальне 5—6 мм.

## Поширення, екологія
Країни поширення: Австралія (пд.). Натуралізований і культивується в багатьох країнах.
Не має великих вимог до їх розташування, але, здається, уникає великих висот. Найкращим є глибокий, піщаний ґрунт у вологих місцях. Ґрунт може бути кислим або лужним. Вид має помірну солестійкість. Живе в симбіозі з бульбочковими бактеріями (Rhizobiaceae) і, таким чином зв'язує азот з повітря. Може завоювати нові місця проживання дуже швидко, тому що молоді рослини ростуть дуже швидко. Насіння в тому числі поширюються мурахами, які несуть їх у свої гнізда.

## Використання
Вид часто саджають, щоб стабілізувати ґрунт або створити огорожу, а також у садах через жовті квіти. Дуже охоче поїдається вівцями. Деревина традиційно використовується як дрова і для виробництва деревного вугілля. Починаючи з 2000 року, намагаються використовувати для виробництва біодизельного палива. Дає між 1,5 і 10 кубічними метрами біомаси з гектара на рік. Тим не менш, деревина є легкою і дуже вологою, що робить обробку важкою.

## Галерея

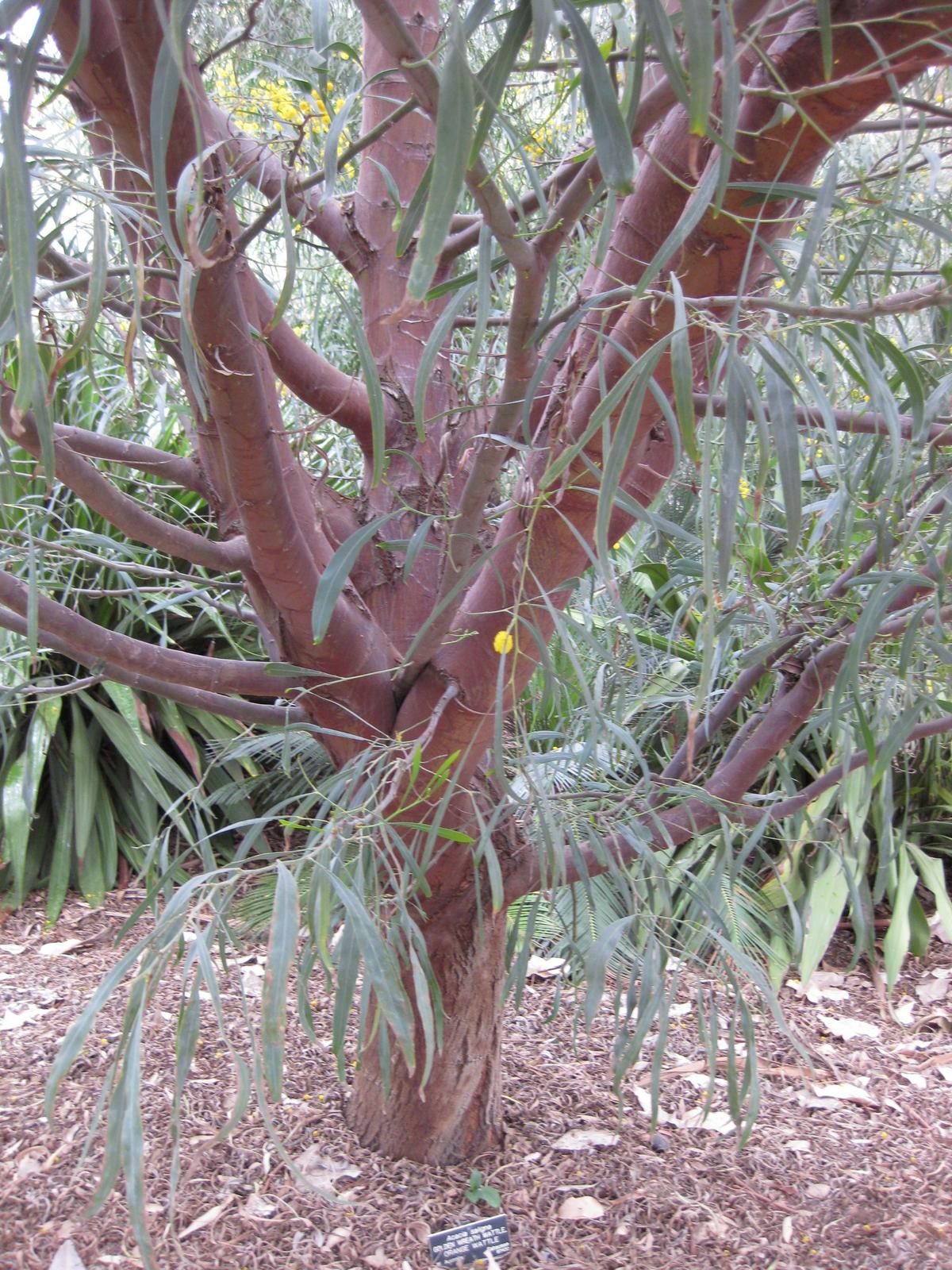
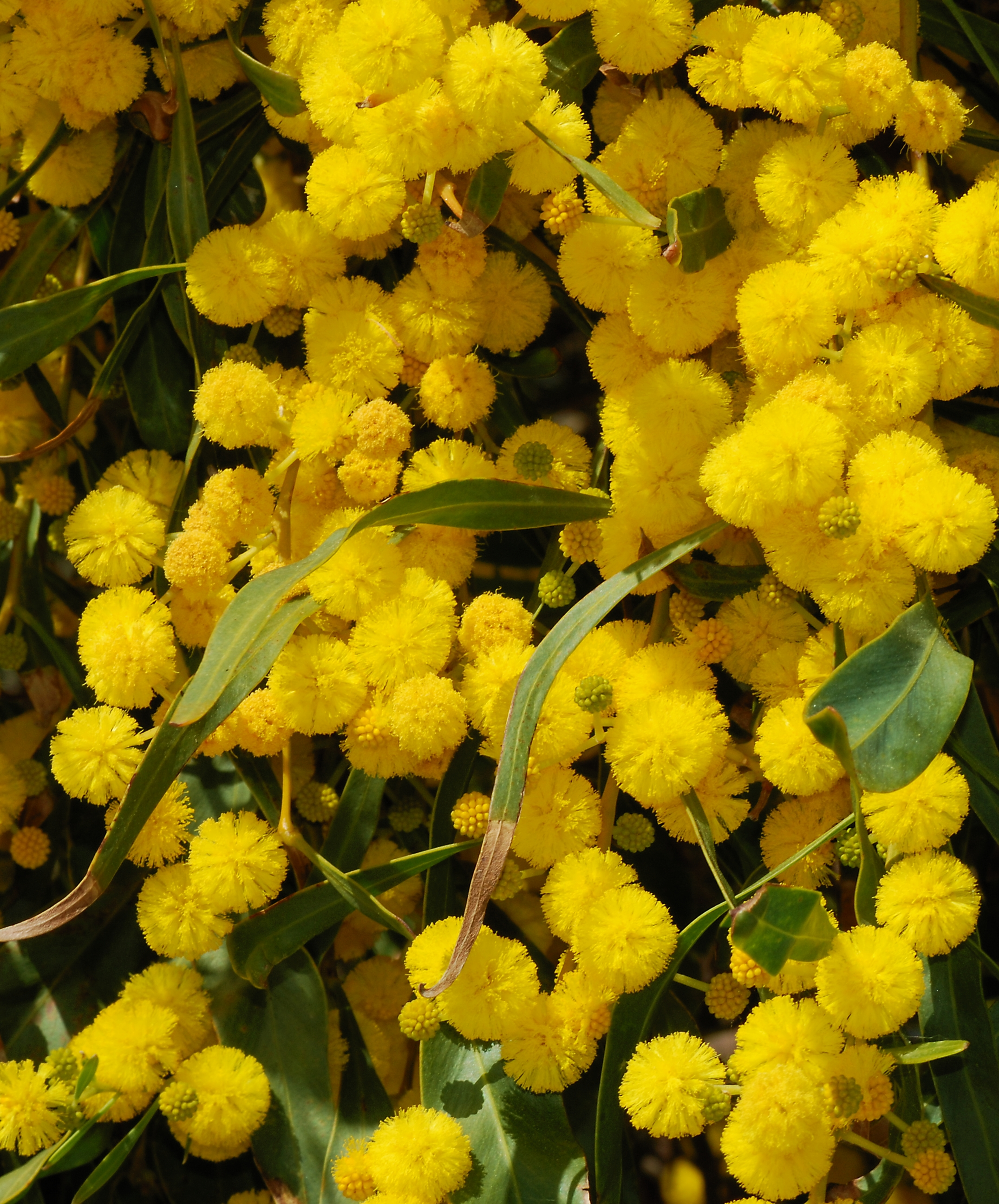
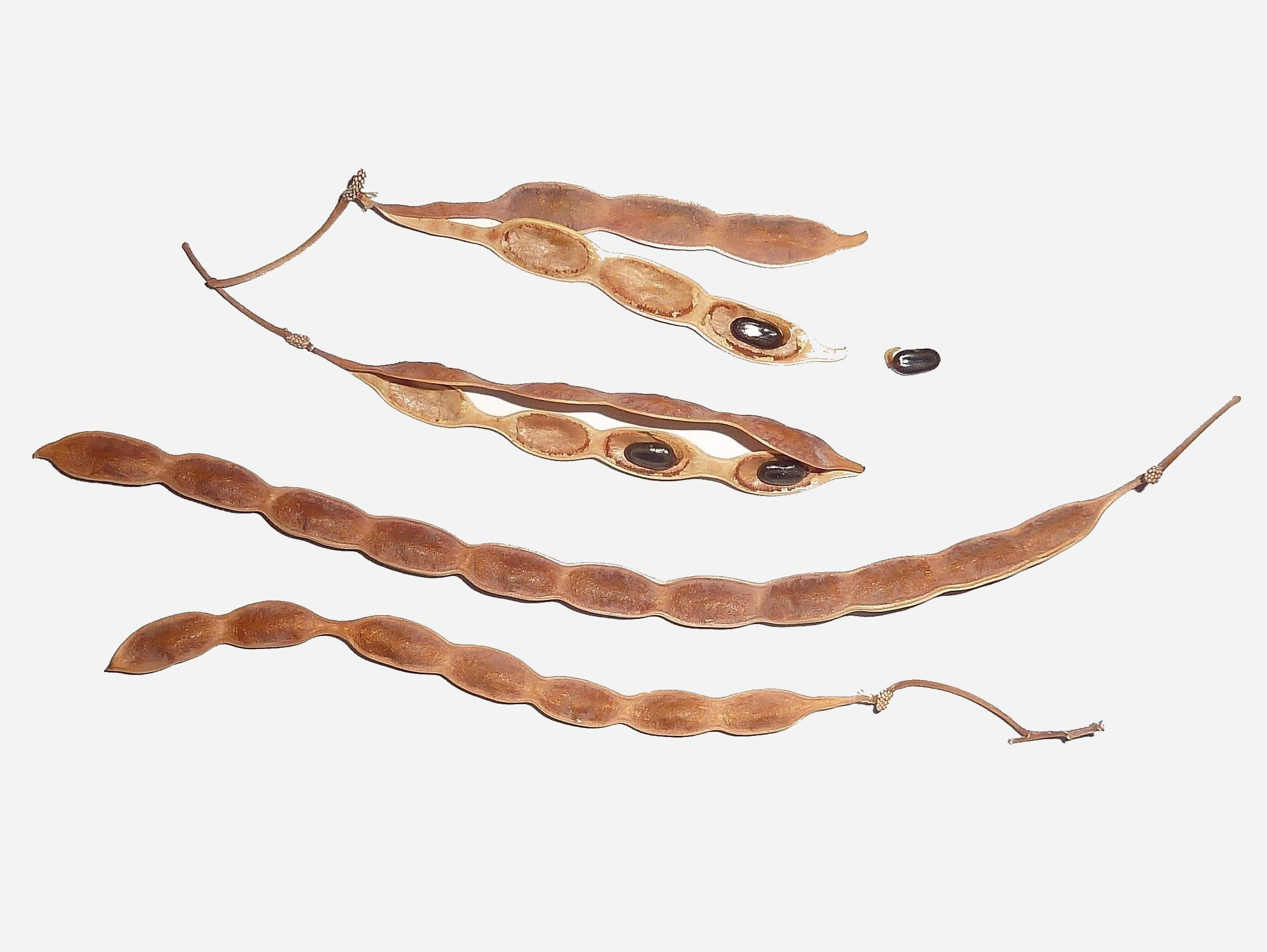
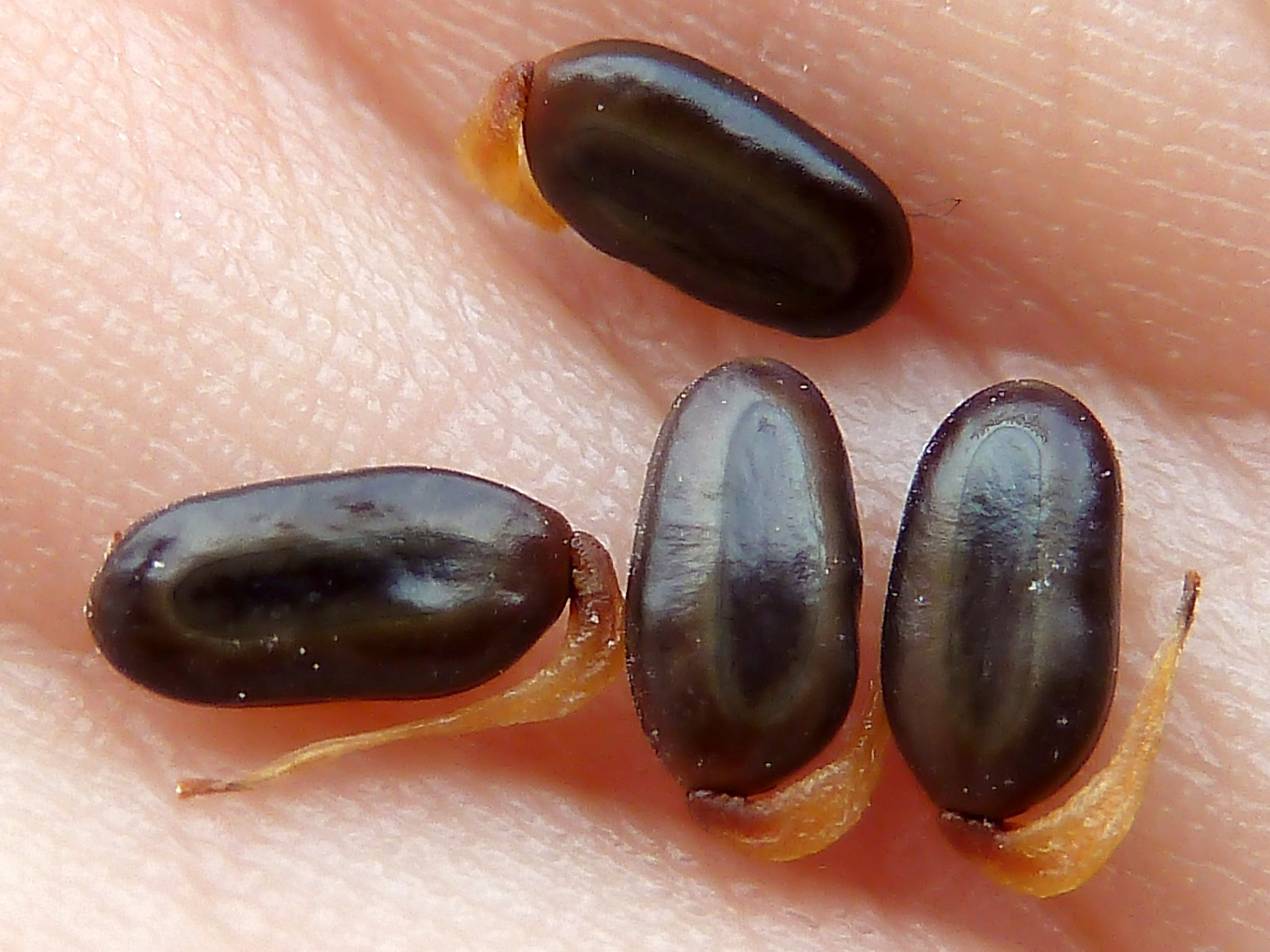